# Georg Kränzlein

Georg Kränzlein (zwischen 1910 und 1920 in Frankfurt-Höchst)

Georg Kränzlein (* 27. November 1881 in Wassertrüdingen; † 5. November 1943 in Frankfurt am Main) war ein deutscher Chemiker und SS-Obersturmbannführer.

## Familie
Georgs Vater Heinrich (1849–1941) war ein aus dem mittelfränkischen Schopfloch stammender Kaufmann. Seine Mutter hieß Auguste (1856–1942).
Georg Kränzlein war der Schwager des Kupferschmieds und Apparatebauunternehmers Richard Samesreuther. Aufgrund gemeinsamer Interessen arbeiteten Kränzlein und Samesreuther gemeinsam an technischen Entwicklungen und deren Patentierungen.

## Leben
Georg Kränzlein besuchte die Realschule in Rothenburg ob der Tauber und die Industrieschule in Nürnberg und studierte nach dem Abitur an der Julius-Maximilians-Universität Würzburg Chemie. 1907 wurde er in Würzburg mit seiner Arbeit Über die Bildung von Thioderivaten der aromatischen Aldehyde, Ketone und Hydrole zum Dr. phil. promoviert.
Kränzlein war zunächst ein Jahr im chemischen Labor des Frankfurter Physikalischen Vereins tätig, bevor er 1908 bei den Farbwerken vormals Meister Lucius & Brüning in Höchst am Main eintrat. Kränzlein entwickelte zahlreiche Küpen- und Wollfarbstoffe und führte die Anthrasolfarbstoffe ein. Während des Ersten Weltkriegs arbeitete er als „Kriegschemiker“ erfolgreich an der Ausarbeitung von Gas- und Nebelmunition sowie Einschießgranaten und Leuchtspur- und Phosphormunition.
Aufgrund seiner Leistungen im Krieg wurde ihm 1920 die Leitung der Alizarinfabrik übertragen, in der er 1923 Prokura erhielt und 1928 zum Direktor ernannt wurde.
1922 war Kränzlein Mitbegründer und von 1933 bis 1943 Vorsitzender der Wissenschaftlichen Kommission für Alizarin und Küpenfarbstoffe der IG Farben.
Georg Kränzlein begründete 1930 die Kunststoff-Kommission der IG-Farben und wurde 1936 Vorsitzender der Fachgruppe für Chemie der Kunststoffe im Verein Deutscher Chemiker (VDCh).
Zum 1. Mai 1933 trat er der NSDAP bei (Mitgliedsnummer 2.399.639) und wurde bereits im Juni 1933 Anwärter für eine Mitgliedschaft bei der SS. In der SS erkannte man die Möglichkeiten, die sich durch die Einbindung des „ersten Gas-Chemikers der IG“ ergaben. Im Januar 1934 wurde Georg Kränzlein in die SS aufgenommen (Mitgliedsnummer 124.908) und erreichte im Lauf seiner SS-Karriere zuletzt den Dienstgrad SS-Obersturmbannführer. Durch Georg Kränzlein erhielten die SS-Angehörigen ihre Ausbildung in den modernsten Gas- und Luftschutzanlagen des Werkes Frankfurt der I.G.
1935 wurde Kränzlein vom Gauleiter Gau Hessen-Nassau Jakob Sprenger für die NSDAP zum Ratsherrn der Stadt Frankfurt am Main berufen.
Kränzlein war ein überzeugter Nationalsozialist und fanatischer Antisemit, der offen gegen Juden hetzte und die strikte Anwendung der Nürnberger Gesetze einforderte. Er setzte sich mit allem Nachdruck dafür ein, dass jüdische Mitarbeiter in der Forschung zunächst frühzeitig in den Ruhestand geschickt wurden und prophezeite schon einige Zeit vor Beginn des Zweiten Weltkriegs „eine große Judenreinemacherei in Europa einschließlich Russland“ und dass „Europa in 5 Jahren keinen Juden mehr hat“.
Ende der 1930er Jahre war er Redner auf der Plassenburg, der Reichsschulungsburg der deutschen Technik.
1940 wurde Kränzlein Leiter des Gauamts Hessen-Nassau für Technik der NSDAP und im April 1940 wurde er zum Wehrkreisbeauftragten des Reichsministeriums für Bewaffnung und Munition für den Wehrkreis IX ernannt.
Entscheidend beteiligt war Kränzlein 1941 an der Errichtung des Frankfurter „Hauses der Technik“.
Die Universität Frankfurt am Main ernannte ihn 1933 zum Ehrendoktor (Dr. phil. nat. h. c.).
1937 wurde Georg Kränzlein als Mitglied in die Deutsche Akademie der Naturforscher Leopoldina aufgenommen.
Im Dezember 1940 verlieh ihm Adolf Hitler persönlich in der Reichskanzlei das Kriegsverdienstkreuz II. Klasse.
Der Chemiker und spätere Geschäftsführer der Bunawerke Hüls und Vorsitzende der Deutschen Kautschuk-Gesellschaft Paul Kränzlein (1912–1986) war sein Sohn.